# François-Dominique Blin

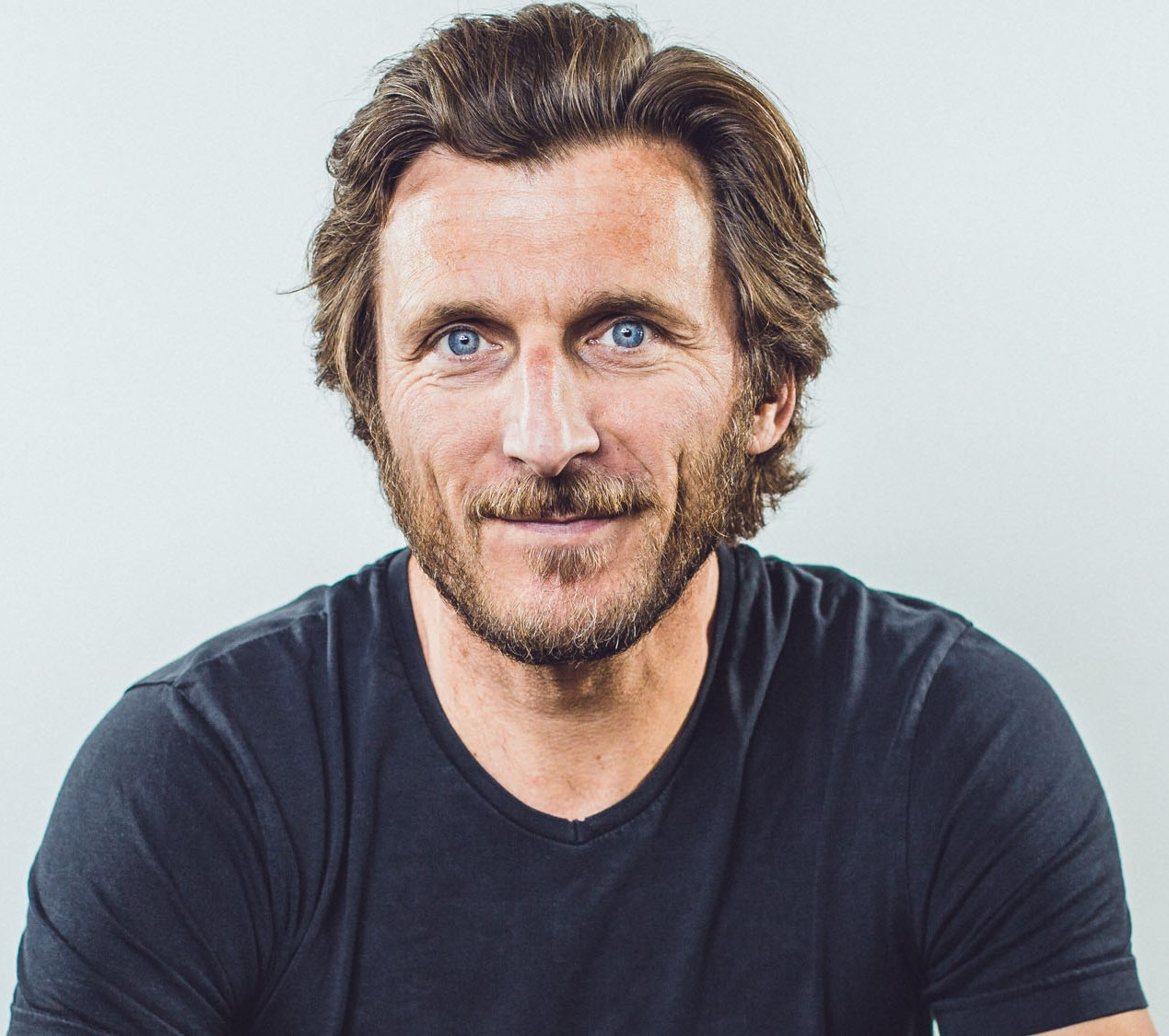
François-Dominique Blin

François-Dominique Blin (* in Groffliers, Pas-de-Calais) ist ein französischer Theater- und Filmschauspieler. In Frankreich bekannt ist er vor allem als Darsteller in Serien, wie Le jour où tout a basculé (2012), Plus belle la vie (2016), Caïn (2015–16), seit 2017 Candice Renoir und Tandem (2018).

## Leben und Karriere
Blin zeigte schon als Jugendlicher Interesse an der Schauspielerei und stand am Collège Notre-Dame in Berck auf der Theaterbühne. Nach Abschluss der Schule betrieb er zunächst intensiv Leistungssport (Rugby, Klettern, Wassersport und Strandsegeln) und wechselte später in den Immobiliensektor.
Um sein 40. Lebensjahr trat er dem Théâtre de la cité in Marseille bei, einer Bühne für experimentelles Theater. In dieser Zeit lernte er den Regisseur Mickaël Dufour kennen, der ihn für die Hauptrolle in seiner Komödie Faites l’amour avec un Belge engagierte. Dieses Stück war in Frankreich außerordentlich erfolgreich und wurde von 2011 bis 2012 u. a. am Festival Off Avignon, in Lyon, Montpellier, Toulon, Nantes und in Paris am Théâtre du Gymnase gespielt und der Comédie Republique, ebenfalls in Paris. Nach seinem erfolgreichen Debüt in Avignon folgten Angebote für Film und Fernsehen.
2013 und 2014 spielte er ebenfalls in Avignon die Titelrolle in dem Stück Le(s) visage(s) de Franck von Charles-Eric Petit.

## Filmografie (Auswahl)
- 2013–2017: Plus belle la vie (Fernsehserie, 23 Folgen)
- 2014: Crime Scene Riviera (Section de recherches, Fernsehserie, 1 Folge)
- 2015–2016: Kommissar Caïn (Caïn, Fernsehserie, 8 Folgen)
- 2016: Mein ziemlich kleiner Freund (Un homme à la hauteur)
- 2017–2018: Candice Renoir (Fernsehserie, 5 Folgen)